# Kurtalisa
Kurtalisa era una ciutat situada a la zona fronterera entre els hitites i Mitanni.
Probablement era independent des del segle XVI aC i va caure sota influència de Mitanni, fins que a finals del segle xv aC l'Imperi Hitita el va sotmetre. El rei Tushratta de Mitanni, cap a l'any 1360 aC hi va afavorir una revolta. Subiluliuma I, que probablement encara només era príncep hereu hitita, quan anava a reprimir una revolta del regne hurrita d'Isuwa, es va trobar amb la defecció d'aquesta ciutat i d'altres del voltant, la va atacar i la va sotmetre.